# Etō Shimpei

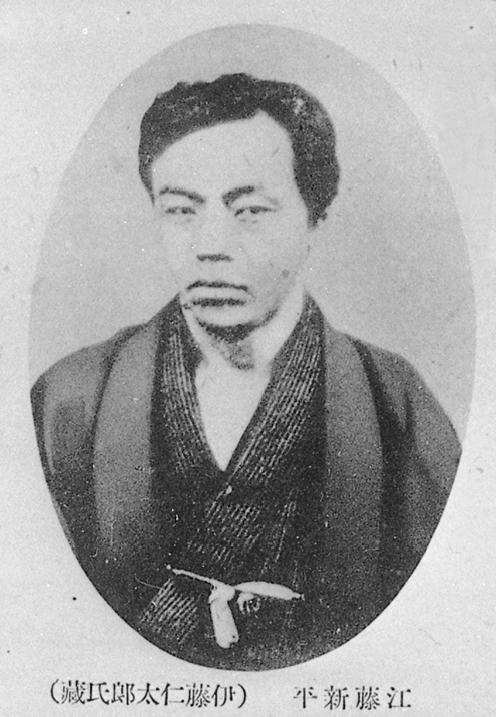
Etō Shimpei

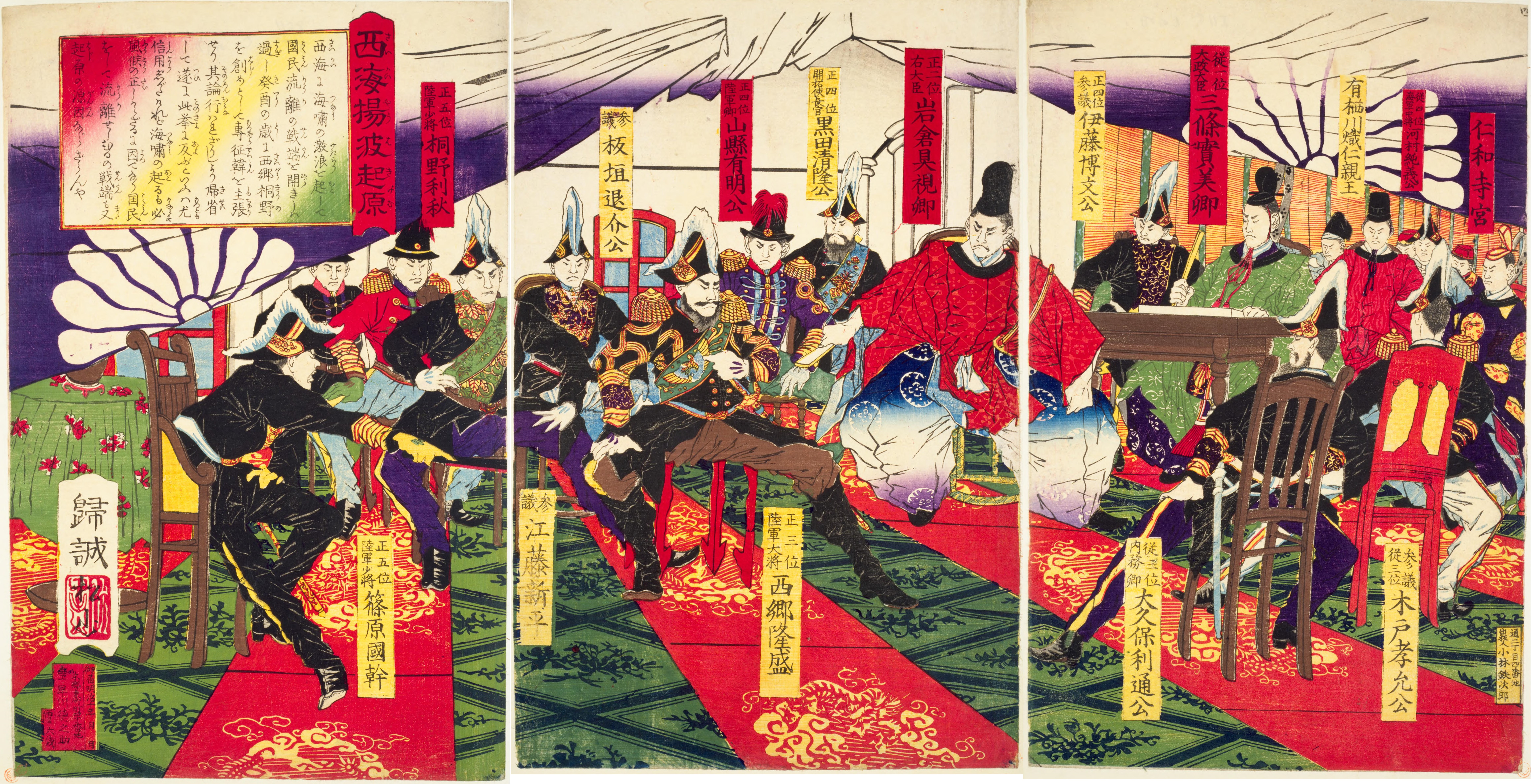
Auseinandersetzung über die Unterwerfung Koreas. 4. von links Etō Shimpei, 6. von links Saigo Takamori. Holzblockdruck 1877

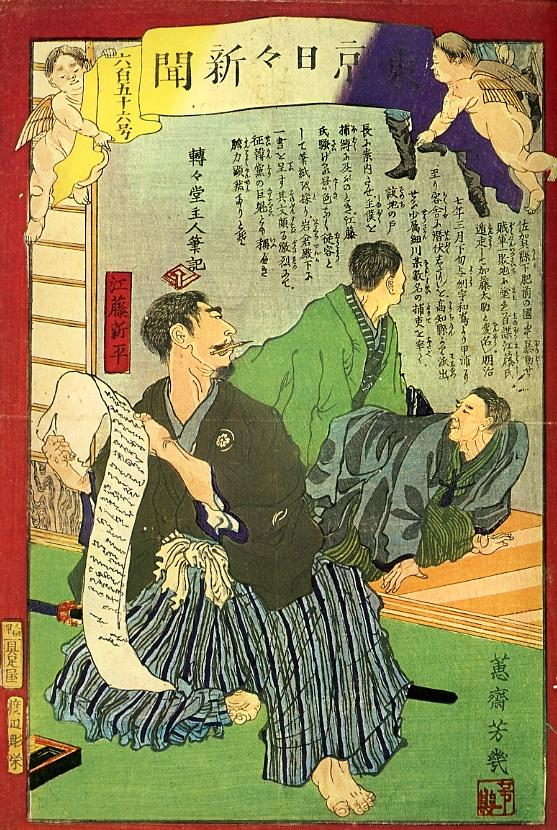
Etō Shimpei während der Saga Rebellion (Farbholzschnitt der Tageszeitung Tōkyō Nichinichi Shimbun, Utagawa Yoshiiku, 1874)

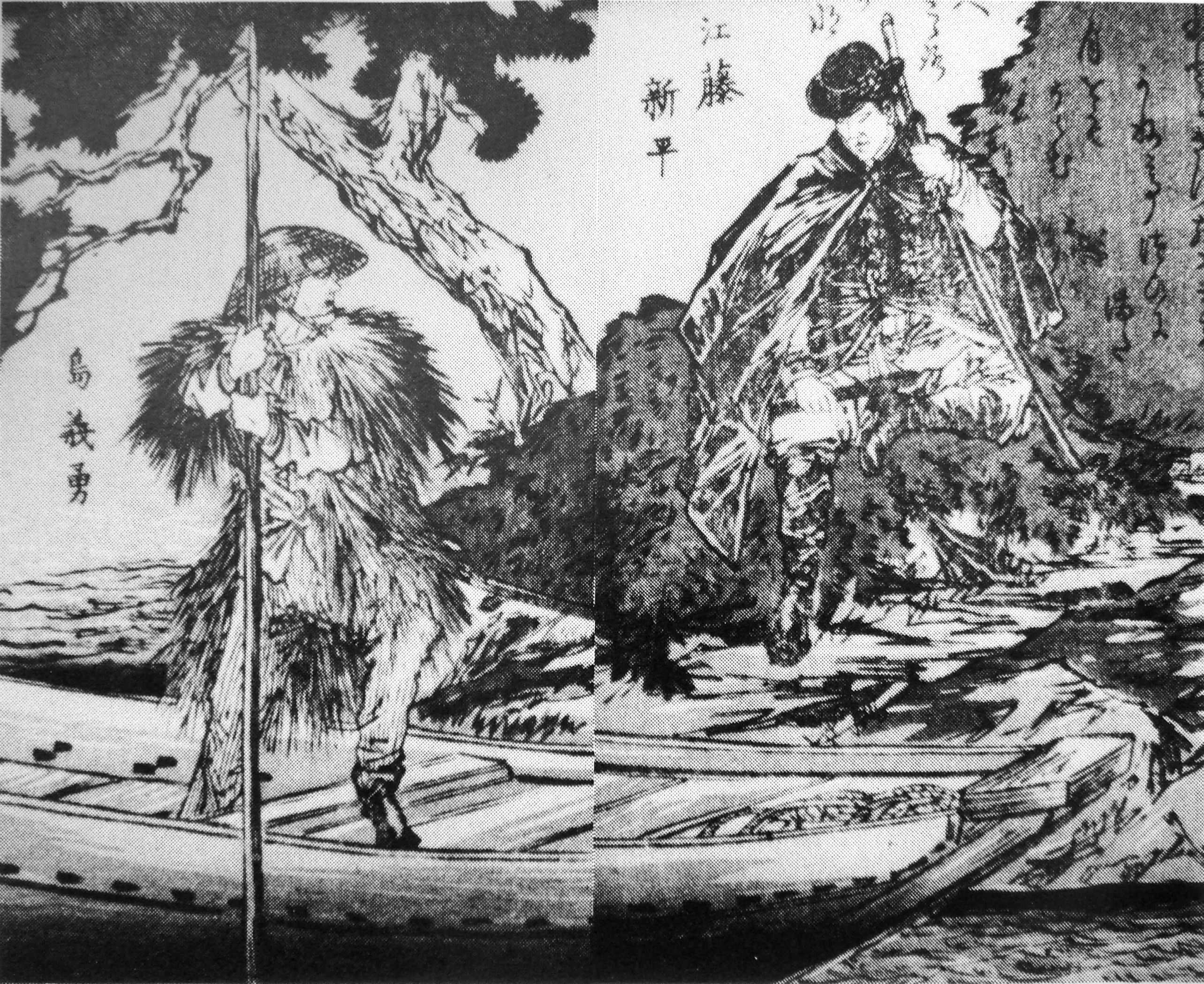
Etō Shimpei und Shima Yoshitake auf der Flucht

Etō Shimpei (auch Etō Shinpei, 江藤 新平, Autorenname Nanpaku/Nampaku (南白); * 18. März 1834 in Yae, Provinz Hizen; † 13. April 1874 in Saga) war ein japanischer Samurai und Politiker, der sich beim Sturz des Tokugawa-Regimes und zu Beginn der Meiji-Zeit verdient gemacht hatte, schließlich aber als Initiator eines bewaffneten Aufstands, der als „Saga-Rebellion“ in die Geschichte eingegangen ist, hingerichtet wurde. Heute zählt er in Japan zu den zehn wichtigen Persönlichkeiten der Meiji-Restauration, er gehörte zur Meiji-Oligarchie.

## Jugend und frühe Aktivitäten
Etō wurde 1834 als ältester Sohn des niederrangigen Samurai Etō Tsutanemitsu in Yae (heute Teil der Stadt Saga) im Lehen (Han) Saga geboren. Seit seiner frühen Kindheit hatte er enge Beziehungen zu dem ebenfalls in Yae aufwachsenden Sagara Chian. 1848 begann er mit dem Besuch der Schule des Lehens (Kōdōkan), in der er eine Ausbildung im chinesischen Schrifttum und anderen klassischen Disziplinen erhielt. Als sein Vater seine Anstellung im Lehen verlor, setzte er seine Studien bei Edayoshi Shin’yō (枝吉 神陽, 1822–1862) fort, einem Vertreter der „Nationalstudien“ (Kokugaku), der das Primat des Tennō und den Sturz des Tokugawa-Shogunats verfolgte. Zusammen mit anderen ambitionierten jungen Samurai des Lehens Saga wie Ōkuma Shigenobu, Soejima Taneomi, Ōki Takatō und Shima Yoshitake schloss sich Etō dem 1850 von Edayoshi gegründeten „Loyalitätszeremonie-Bund“ (義祭同盟, Gizai dōmei) an. Unter dem Eindruck der Anlandung des Commodore Perry und dem wachsenden Drängen der westlichen Mächte zur Öffnung japanischer Häfen formulierte Etō 1853 in einer Schrift (図海策, Zukai saku) erstmals eine Reihe von Strategien zur wirtschaftlichen und militärischen Stärkung Japans und propagiert hierzu u. a. die Öffnung des Landes. Nach seiner Heirat im Jahr 1857 arbeitete er zunächst im Dienst des Lehnsherrn in Saga, wo er mit militärischen und wirtschaftlichen Problemen befasst war.
1862 verließ er das Lehen und nahm Kontakt zu Persönlichkeiten wie Katsura Kogorō (桂 小五郎) und Anegakōji Kintomo (姉小路 公知) aus dem Lehen Chōshū auf, wo sich ebenfalls starke Kräfte gegen die Herrschaft der Tokugawa-Dynastie aufbauten. Eigentlich stand auf einer derartigen Flucht aus dem Dienstverhältnis die Todesstrafe, doch wurde diese durch den Lehensherrn Nabeshima Naomasa in einen lebenslangen Rückzug aus dem öffentlichen Leben umgewandelt. Danach wirkte er als Lehrer einer kleinen Tempelschule.

## Karriere
Nach der Abdankung des Shōgun Tokugawa Yoshinobu im November 1867 war Etō unter jenen Samurai aus Saga, die sich für den Aufbau eines neuen Staates engagierten. 1868 wurde er zusammen mit Soejima Taneomi (副島 種臣) nach Kyōto, dem Sitz des Tennō, entsandt. Im Boshin-Krieg  zwischen den Anhängern des Tennō und den Truppen der Tokugawa erwarb er sich als einer der führenden Persönlichkeiten des kaiserlichen Lagers große Verdienste. Dank des von Etō geleiteten Einsatzes der Armstrong-Kanonen aus Saga wurden in der Schlacht von Ueno (4. Juli 1868) die Elite-Truppen (彰義隊, Shōgitai) des Tokugawa-Lagers vernichtend geschlagen. Die Umbenennung von Edo in Tōkyō geht auf einen von ihm und Ōki Takatō gemachten Vorschlag zurück.
In der Folge übte Etō auf einer Reihe von Posten großen Einfluss vor allem auf die Entwicklung des Rechtswesens aus. 1872 ernannte man ihn schließlich zum Justizminister. In diesem Amt trieb er die Abfassung des ersten modernen Strafrechtskanons (改定律例, Kaitei Ritsurei) voran. 1873 wurde er Mitglied des „Großen Staatsrats“ (daijōkan).

## Saga-Rebellion
Im selben Jahr brachen in diesem Staatsrat heftige Auseinandersetzungen um einen von einer Gruppe um Saigō Takamori gemachten Vorschlag zur Durchführung einer Strafexpedition nach Korea aus (Seikanron). Als dieser abgelehnt wurde, traten Saigō Takamori, Itagaki Taisuke, Etō und andere aus Protest von ihren Ämtern zurück. Etō kehrte nach Saga zurück, wo sich eine Gruppe ehemaliger Samurai um ihn scharte, die wie er am Sturz der Tokugawa teilgenommen hatten, nun aber mit dem Lauf der Dinge unzufrieden waren. 1874 gründete er zusammen mit Itagaki Taisuke und Gotō Shōjirō die „Patrioten-Partei“ (愛国公党, Aikoku Kōtō), die sich für die Schaffung eines nationalen Parlaments einsetzte.
Da die erhoffte Resonanz ausblieb, entschieden sich Etō und Shima Yoshitake für eine Eskalation, die als Saga-Rebellion (佐賀の乱, Saga no ran) in die Geschichtsbücher einging. Mit etwa 3000 Anhängern brachte er im Februar 1874 Büros der Regierung unter seine Kontrolle und griff lokale Banken an. Der Aufstand wurde von Truppen unter Ōkubo Toshimichi rasch niedergeschlagen. Etō flüchtete zunächst nach Satsuma, wo er sich Hilfe durch Saigō erhoffte, aber abgewiesen wurde. In Tosa (Insel Shikoku) herrschte eine ähnliche Unzufriedenheit mit den Verhältnissen, doch auch dort zeigte man ihm die kalte Schulter. Auf der Suche nach einem Boot für die Überfahrt nach Tōkyō, wo er Seppuku begehen wollte, wurde er festgenommen – von jenen Polizeikräften, die er wenige Jahre zuvor begründet hatte.
Zwar gab es in einflussreichen Kreisen in Tōkyō durchaus Verständnis für seine Motive, doch setzte Ōkubo Toshimichi einen Prozess durch, der mit der Todesstrafe für Etō und elf weitere Angeklagte endete. Auf Ōkubos Anordnung wurde Etō geköpft und der Kopf am Hinrichtungsplatz (千人塚, Sennintsuka, wörtl. „Tausend-Menschen-Hügel“; heute Shinrin-Park, Saga) zur Schau gestellt. Dies war für einen Angehörigen der Samurai-Schicht eine nicht zu überbietende Schmach. Fotos wurden gemacht und verkauft, bis die Regierung dem Treiben Einhalt gebot. Etōs Leichnam fand schließlich im Hongyō-Tempel (本行寺, Hongyō-ji) in Saga seine letzte Ruhe.
Ungeachtet der erbarmungslosen Niederschlagung dieser Rebellion blieben deren Ursachen bestehen. Besonders in Kyūshū herrschte unter den ehemaligen Samurai nach wie vor eine starke Unzufriedenheit, die wenige Jahre später in der Satsuma-Rebellion unter Saigō Takamori ihren Höhepunkt fand.
Im Jahr 1915 wurde Etō posthum begnadigt und durch einen Hofrang geehrt.

## Schriften
- Etō Kumatarō (Hrsg.): Nanpaku ikō. Hakubunkan, Tōkyō 1892 (江藤新平(南白)著, 江藤熊太郎,江藤新作編『南白遺稿』博文館, 1892. Dies sind von Etōs Sohn herausgegebene Nachlassschriften. Digitalisat in der National Diet Library, Tōkyō).